# マシュー・ディグビー・ワイアット

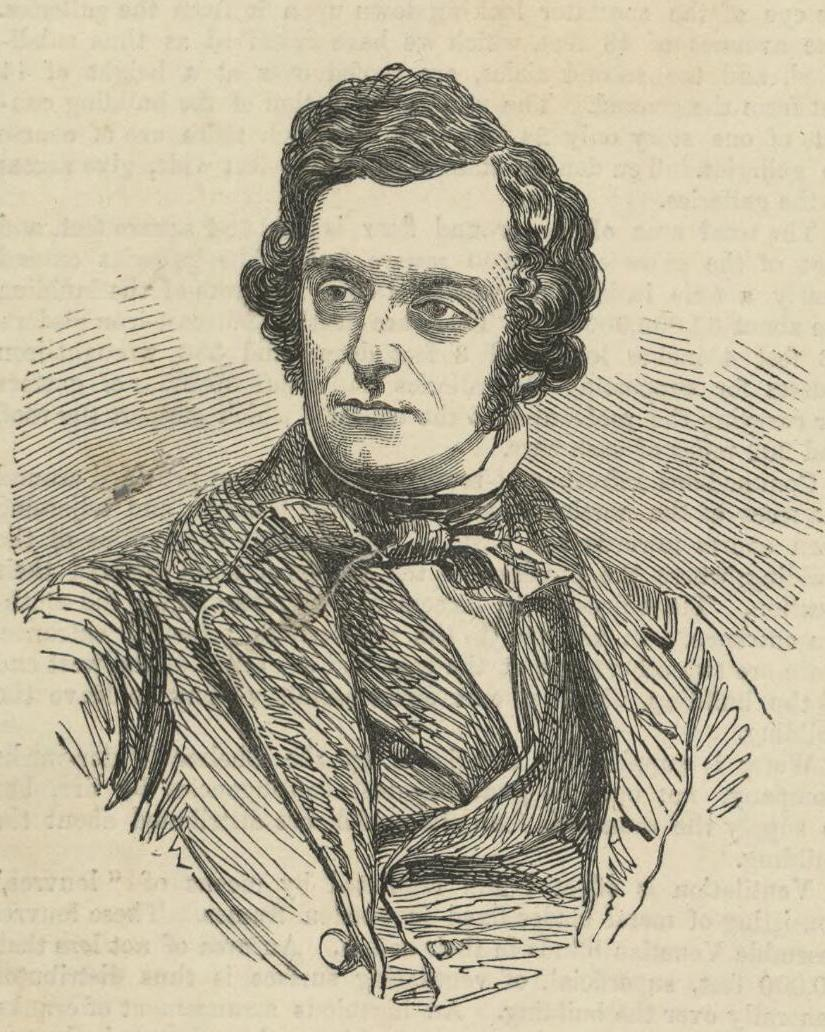
マシュー・ディグビー・ワイアット(1851)

サー・マシュー・ディグビー・ワイアット （ Sir Matthew Digby Wyatt、 1820年7月28日 - 1877年5月21日）はイギリスの建築家及び美術史家で、 イギリス東インド会社およびインド省の技師長、ロンドン万国博覧会 (1851年) の事務局長、ケンブリッジ大学における最初のスレイド・スクールの教授、1855年から1859年まで王立英国建築家協会の名誉事務局長を歴任し、1866年に王立建築家協会金賞を受賞した。

## 人物
ワイアットの家系は代々イギリス東インド会社に工兵を輩出し、同会社と深いつながりを持っていた。彼はウィルトシャーのローデで生まれ、兄のトーマス・ヘンリー・ワイアットの事務所で建築家としての訓練を受けた。彼はアイザンバード・キングダム・ブルネルに協力して、パディントン駅の東洋風細部を設計し（1852‐1854）、その後、ブリストル・テンプル・ミーズ駅 （1871–1878）の大規模増築、ケンブリッジにある アデンブロック病院の増築再建（1866年：現在はケンブリッジ・ジャッジ・ビジネス・スクール ）、ウェストハムのユダヤ人墓地の ロスチャイルド霊廟などの設計を手がけた。
1851年、ワイアットは、1951年の大展覧会からの精選を2冊の帝国仕様のフォリオ本にまとめ、『19世紀の産業芸術』という本を制作した。この本の品質は非常に高く評価され、1851年10月1日付けの第1部と、1853年3月15日付けの特別なイラスト入りタイトルページの入った第2部に分けられて出版された。フランシス・ベッドフォード (Francis Bedford)、Ｊ.Ａ.ビンター (J. A. Vinter)、およびヘンリー・ラフター (Henry Rafter) などのアーティストとリトグラフ製作者のチームによって作成された160の彩色版が含まれる。 
彼は、インドが東インド会社から大英帝国の直轄領になる直前の1855年、東インド会社の営繕技師長（Surveyor）に任命され、その後インド省専属建築家になった。その業務の一つとして、ロンドンのインド省（1867年、現在は外務・英連邦省の一部）庁舎を設計し、また王立インド工学校 (Royal Indian Engineering College) （1870年から2年、 現在、ブルネル大学のラニーメードキャンパス）の内部改装工事を設計した。明治政府御雇い外国人であったチャールズ・アルフレッド・シャストール・ド・ボアンヴィルが後にこのポストに就き、ワイアット設計のインド省庁舎のインテリアを改装した。 
彼の作品には、 ロアー・ビーディング近くに「ニューウェルズ (Newells)」として知られている大邸宅（1869年頃）がある。これは『サセックス郡の歴史：第6巻』で紹介され、 1946年から1968年に火事で破壊されるまで男子予科学校として使われた。建物の外装と内装の写真画像は、「ニューウェルズ予科学校」外部リンクで見ることができる。 
彼が手掛けた最も贅沢なものは、1862年のニューカッスル・アポン・タイン のロバート・スチーブンソン社向けの作品である。彼は同社のエジプト鉄道のために2-2-4T型蒸気機関車の内外装を幻想的な寄木細工でデザインし、現在、これはカイロのエジプト鉄道博物館に展示されている。それはカディブ (Khedive) の列車と呼ばれている。

## 代表的出版物
- A report on the eleventh French exposition of the products of industry. London: Chapman and Hall. (1849)
- Metal-work and its artistic design : dedicated, by express permission, to the Right Hon. Henry Labouchere. (1852)
- J.B.ワリングとの共著：  The Byzantine and Romanesque court in the Crystal Palace. (1854)
- P.H.デラモッテとの共著：  Views of the Crystal Palace and park, Sydenham. London: Day and Son. (1854)
- Notices of sculpture in ivory, consisting of a lecture on the history, methods, and chief productions of the art, delivered at the first annual general meeting of the Arundel society, on the 29th June, 1855. London: The Arundel Society. (1856)
- エドモンド・オールドフィールドとJ.A.スペンサーとの共著 Notices of sculpture in ivory, consisting of a lecture on the history, methods, and chief productions of the art, delivered at the first annual general meeting of the Arundel society, on the 29th June, 1855. London: The Arundel Society. (1856)
- W.R.タイムズとの共著：  The art of illuminating as practised in Europe from the earliest times : illustrated by borders, initial letters, and alphabets. (1860)
- Fine art: a sketch of its history, theory, practice and application to industry. (1870) [8]
- An architect's note-book in Spain: principally illustrating the domestic architecture of that country. (1872)